# Цундэрэ

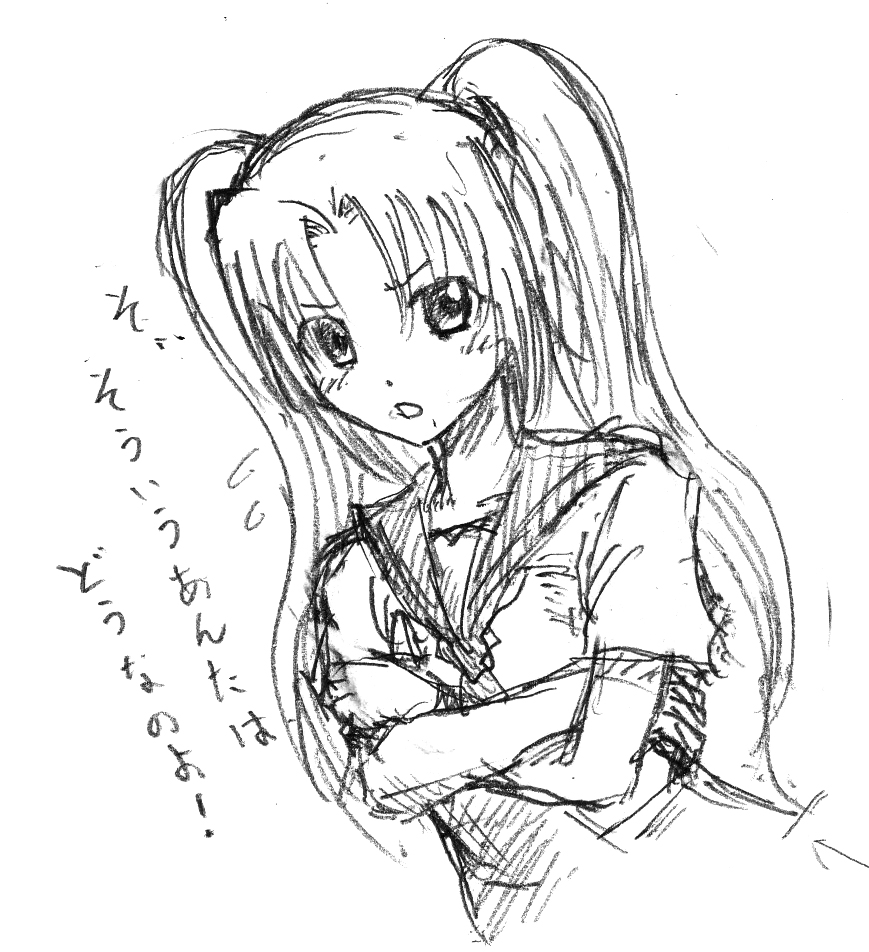
Типичная цундэрэ

Цундэрэ (яп. ツンデレ, сокращение ツンツン «язвительный» и デレデレ «влюблённый») — японский термин, обозначающий одновременно враждебное и чрезмерно дружелюбное отношение к кому-либо, или же человека, который язвительно-агрессивно ведёт себя с объектом собственной симпатии.

## Этимология
Известно, что слово «цундэрэ» появилось в интернет-среде, но его этимология точно не установлена, а значение сильно колеблется. Изначально им называли только женских персонажей, поведение которых менялось от дружелюбного к враждебному и обратно в зависимости от ситуации, но в целом «цундэрэ» может быть кто угодно.
«Словарь атрибутов и персонажей моэлогии» издательства Shueisha определяет «цундэрэ» как «человека, который немного вспыльчив в повседневной жизни, но не может не отдаться чувствам, оставаясь наедине с любимым». «Словарь современной терминологии» издательства Jiyu Kokumin и Словарь «Асахи симбун» указывают, что это поведение женщин или героинь произведений, которые ведут себя холодно с возлюбленным, но немедленно начинают флиртовать с ним, едва оставшись вдвоём. Журнал «да Винчи» издательства Kadokawa даёт более глубокое толкование: «Особенность личности женщины, которая знает о своей склонности лебезить в присутствии понравившегося ей представителя противоположного пола и сознательно ведёт себя холодно».
В 2005 году издательство Inforest выпустило энциклопедию, посвящённую типам цундэрэ. Там отмечаются характерные признаки цундэрэ — причёска в виде двух хвостиков, миндалевидные глаза, у которых внешние уголки находятся выше внутренних, маленькая грудь. Подчёркивается, что контраст между чувствами и их внешними проявлениями придаёт таким персонажам особенное очарование, а также то, что они часто незрелы личностно.

## История
Первое вероятное упоминание слова «цундэрэ» относится к 1972 году. Оно прозвучало в манге Кадзуо Коикэ Kokosei burai hikae (яп. 高校生無頼控 Ко:ко:сэй бурай хикаэ, «Заметки о старшеклассниках-хулиганах»). Сам Коикэ утверждает, что слово имело иной посыл и не являлось сокращением. Самое раннее употребление понятия в интернете датируется 29 августа 2002 года, оно появилось на одном из японских текстовых форумов во время обсуждения визуальной новеллы Cosmos no Sora ni, где одна из героинь, Харухи Сакума, была охарактеризована как цундэрэ. Предполагается, что к декабрю 2004 года слово уже вошло в употребление на 2ch.net.
Постепенно смысл слова стал размываться, отдельно стал рассматриваться личностный переход из «цундэрэ» к состоянию влюблённости — «дэрэ». В 2006 году термин уже использовался в СМИ, включая еженедельные молодёжные журналы, как характеристика образа прекрасной и романтичной женщины. Людей, увлечённых цундэрэ-персонажами, начали называть «цундэра» (яп. ツンデラー). Термин был номинирован на премию «Новых слов и выражений».
Первоначально слово употреблялось в среде визуальных романов, однако в 2005 году охватило бо́льшее число областей. Термин перешёл в сленг, где речь шла о двух состояниях игровых героинь. Первое из них выражалось в злобе по отношению к предмету любовного интереса, которая затем переходила в любовь. Такая интерпретация предполагает изменение характера и противоречит определению «цундэрэ» как изначально двойственной природы личности. В 10-й серии аниме Lucky Star, вышедшей в 2007 году, один из персонажей недоволен тем, что выражение «цундэрэ» употребляется в несвойственном ему значении.
В конце января 2007 года японская компания Tomy объявила о выпуске мобильного телеприёмника. Он содержал режим «Цундэрэ», в котором голосовые подсказки становились более мягкими с течением времени. Слово «цундэрэ» также стали применять к женщинам, которые отличались сильным характером.

## Типы цундэрэ

### Общая классификация
В общую классификацию включены шесть типов цундэрэ:
1. Ненавидящая главного героя — миндалевидные глаза, волосы с двумя хвостиками, низкий психологический возраст[18].
2. Гордая / принцесса[19]:
  - женщина из высших слоёв общества, которая осознаёт и ценит свой статус, смотрит на других свысока и редко кого может полюбить, но, влюбляясь, отдаёт всю себя;
  - избалованная девушка, которую не волнует статус. Эгоистична, на самом деле уже давно влюблена в главного героя, но пытается изображать враждебность, а затем становится очень нежной.
3. Подельница / подруга детства — подруга детства, которая не осознаёт своих чувств к герою и непроизвольно отстраняется от него. Имеет короткую стрижку или хвост, может заниматься в спортивном клубе и/или работать на полставки[19].
4. Одиночка / разрывающая дружбу — стройная и холодная девушка с проницательным взглядом, который создаёт впечатление, что её нельзя оставлять одну. Волосы различной длины, однотонные, часто чёрные или серебристые[20].
5. Упрямая / дисциплинированная — девушка или женщина с большим чувством долга, может быть председательницей общественного комитета или заниматься боевыми искусствами. Не очень уверена в себе как в девушке, компенсирует это строгим следованием правилам. Её мало волнует противоположный пол. Она часто носит очки и простую причёску — например, участницы комитетов заплетают волосы в косу, а фехтовальщицы, напротив, распускают волосы; у цундэрэ этого типажа часто большая грудь[19].
6. Особые обстоятельства — девушка этого типажа не может проявлять привязанность из-за социального положения (например, герой — её учитель, они с ним родственники или у них большая разница в возрасте)[17].

## Научные исследования
В Японии проводились психологические исследования, связанные с проекцией поведенческой модели цундэрэ на реальную жизнь. Испытуемым предлагалось оценить четыре вида общения, одним из которых являлся переход от отстранённых связей к близким. Исследования показали, что поведенческая модель цундэрэ оценивалась людьми наиболее высоко, так как они ощущали себя более счастливыми после перехода от холодных отношений к тёплым, чем если бы к ним всё время относились одинаково. Такой результат может появляться на контрасте с предыдущим отношением.
С течением времени понятие «цундэрэ» стало описывать не только женских персонажей, но и реальных женщин, а также мужчин. Эссеистка Юмико Сугиура сочла причиной увеличения количества мужских персонажей-цундэрэ типа Гэндо Икари и Юдзана Кайбары из Oishinbo то, что этот типаж подчёркивает разницу между интересом ко внутреннему миру и к внешности, привлекая как женщин, которые больше склонны выбирать партнёра по первому критерию, так и мужчин, чаще ориентирующихся на второй.
Хотя цундэрэ обычно используется как художественный приём для привлечения аудитории, подобное поведение встречается и в реальности. Реципиент, то есть человек, на которого направлено влечение, может считать холодность цундэрэ признаком влюблённости, а узнав об этом наверняка — почувствовать страсть.
Явление цундэрэ является подвидом психологической амбивалентности. Фантазия о том, что причиной агрессии является скрытая симпатия, может приносить людям приятные ощущения. Происходящие в их личности перемены привлекают объект чувств цундэрэ.